# Fundación Rafael Dondé
La Fundación Rafael Dondé (comercialmente, Fundación Dondé) es una Institución de Asistencia Privada (I.A.P.), fue fundada por Rafael Dondé Preciat e instaurada oficialmente en 1919 por su hermano Eduardo Dondé Preciat. Hasta el 2022, cuenta con 392 sucursales de operación de crédito prendario y venta de bienes, distribuidas por todo México.

## Historia
En 1996 se inauguró el primer centro integral de educación en Toecelo, Veracruz que en ese entonces era conocido como el programa de Educación Social Integral “Teocelo”.
El año 2004 significó la creación del programa social conocido como Módulos Educativos Dondé como visión del impulso formativo integral para la niñez en zonas vulnerables, fungiendo como espacios escolares alternativos con el objetivo principal de asistir a niños en familias con situaciones económicas desfavorables. La fundación ha creado 180 Módulos Educativos ubicados en la República Mexicana.
En el año 2013 implementan actividades de banca múltiple a través de su subsidiaria Fundación Dondé Banco, S.A., con autorización de la Secretaría de Hacienda y Crédito Público.
En el 2019 Fundación Dondé celebró un centenario desde su fundación, en homenaje la Lotería Nacional de México lanzó un billete conmemorativo.